# Крокодил Джонстона
Крокодил Джонстона (Crocodylus johnsoni) — вид плазунів підродини справжніх крокодилів (Crocodylinae).
Один із 13(14) видів роду крокодилів (Crocodylus).

## Етимологія
Отримав назву на честь Роберта Джонстона, першого європейця-першовідкривача, який повідомив про відкриття нового виду вченому-натуралістові Джерарду Крефту. Останньому належить помилка у написанні імені дослідника, якого він назвав Джонсон. Наразі у науковій практиці вживається, як справжнє, так і хибне латинське найменування виду.

## Опис
Загальна довжина досягає 2,5—3 м. Самиці дрібніші за самців, зрідка виростають до 2,1 м. Самці зазвичай важать близько 70 кг, інколи можуть досягати понад 100 кг, проти ваги самок —40 кг. Морда вузька та загострена. Має 68—72 гострих зубів. Луска велика, з боків та зсередини на ногах вона кругла, розташована щільно.
Є також карликові особини, що мешкають ізольованою групою, вони досягають у довжину 1,5 м. Існування карликових особин пояснюють еволюцією у ході природного добору, викликаною необхідністю добувати здобич у верхній течії річок, куди не можуть проникнути більші особини. Генетичне дослідження карликової раси не знаходять виняткових змін, які могли б слугувати підставою для виділення її в окремий підвид.
Забарвлення світло-буре з темними смугами навколо тулуба та хвоста, на шиї малюнок смуг розривається. У деяких особин чітко помітні смуги й плями на морді. На морді також є світло-коричневі смуги. Встановлені світліша та темна кольорові фази, карликові особини мають темніше забарвлення у порівнянні зі звичайними формами.

## Поширення
Мешкає на півночі Австралії: Північна Територія, Квінсленд, Західна Австралія.

## Спосіб життя
Полюбляють річки, озера, болота та інші прісноводні водойми, зустрічаються у верхній течії річок, в районах з невеликою солоністю води.
Молоді особини живляться безхребетними та дрібними хребетними. Дорослі крокодили воліють полювати на суші на більш велику здобич, здебільшого птахів, кажанів, рептилій, амфібій, риб, невеликих кенгуру. Вкрай рідко атакує людину. Полює із засідки, особливо під час дощового сезону. Під час посухи крокодил зрідка виходить на полювання, оскільки здобичі замало, до того ж його активності перешкоджає низька температура вночі й скорочення водойм.

## Розмноження
Самці досягають статевої зрілості за довжини тіла близько 1,5 м, самиці — трохи менше. Представники карликової раси при 70 см. Шлюбний сезон відбувається до початку сезону посухи, у травні. Будівництво кубла проходить у липні — вересні. Самиці риють нору у піщаних берегах, які під час дощів виявляються над водою. Відкладають яйця у тритижневий термін. Вони можуть робити кладки поблизу одна від одної, а в деяких випадках самиці навіть викопують яйця попередниці і на цьому місці відкладають свої. Останнє відбувається в тому випадку, коли на одному місці розташовано занадто багато кладок.
Самиця відкладає яйця вночі через 6 тижнів після спарювання у ямку глибиною 12—20 см. Інкубація триває за температури 30—33 °C. Кладка складається з 4—20 яєць. Батьки охороняють гніздо. Через 65—95 днів з'являються крокодилята. З третини яєць вилуплюються дитинчата. Батьки повертаються до кладки до моменту вилуплення потомства й чекають сигналу, який подають новонароджені. Після цього вони переносять їх у пащі до води. Самки піклуються про малят, проте не дуже довго.
У разі нестачі їжі бувають випадки канібалізму. Тільки 1 % з усіх народжених досягає зрілого віку, а в деякі роки смертність від хижаків серед молодих настільки висока, що у популяції дорослих особин практично не буває поповнення. Ранні дощі на початку сезону посухи іноді тягнуть за собою загибель усіх кладок, затоплюючи їх.

## Стосунки з людиною
Цей вид менше піддався винищенню в результаті полювання, оскільки його шкіра менш підходить для промисловості. Полювання аборигенів на крокодилів не впливало помітно на чисельність популяції. З 1950-х років його шкіра привернула до себе увагу промисловців, внаслідок цього популяція стала скорочуватися. Це тривало до 1960—1970-х років, коли були вжиті заходи стосовно захисту цього виду.
Сьогодні головною причиною падіння чисельності цих крокодилів є деградація звичних місць існування. Для покращення ситуації створено крокодилячі ферми, проте вони не мають широкого розповсюдження. Приблизна чисельність популяції налічує від 50 до 100 тисяч особин. Вважається, що стан її стабільний.